# Aleksy Schubert
Aleksy Andrzej Schubert (ur. 1973) – polski informatyk, doktor habilitowany nauk matematycznych. Specjalizuje się w logice matematycznej. Profesor nadzwyczajny Instytutu Informatyki Wydziału Matematyki, Informatyki i Mechaniki Uniwersytetu Warszawskiego.
Stopień doktorski uzyskał na Wydziale Matematyki, Informatyki i Mechaniki UW w 2001 na podstawie pracy pt. Zastosowanie unifikacji do problemów wyprowadzania typów, przygotowanej pod kierunkiem Pawła Urzyczyna. Habilitował się w 2011 na podstawie oceny dorobku naukowego i rozprawy pt. Unifikacja wyższego rzędu - między rozstrzygalnością a nierozstrzygalnością.
Swoje prace publikował w takich czasopismach jak m.in. „Theoretical Computer Science”, „Information Processing Letters”, „Information and Computation”, „CoRR” oraz w serii „Lecture Notes in Computer Science”.